# Гиллинг
Ги́ллинг — в германо-скандинавской мифологии великан, отец Гуттунга и Бауги.
В легендах упоминается в связи с «мёдом поэзии». Он был в гостях у двергов Фьялара и Галара вскоре после того, как они убили Квасира и приготовили «мёд поэзии». Гномы не удержались и похвастались перед великаном своим напитком. Вскоре они пожалели о том, что проболтались, и, боясь, что великан их выдаст, решили убить его. Гуттунг случайно стал свидетелем убийства своего отца и собрался убить двергов, но те откупились драгоценным напитком.